# Польський союз виробників фонограм
Спілка виробників аудіо-відео (пол. Związek Producentów Audio-Video, ZPAV) — організація, що представляє інтереси музичної і відео індустрії в Польщі, а також польський підрозділ Міжнародної федерації виробників фонограм (IFPI). 

## Історія
Заснована в 1991 р., завірена  Міністерством культури та національної спадщини як організація з управління правами виробників у галузі відео- та звукозапису.